# Andrzej Potocki (ur. 1947)
Andrzej Potocki (ur. 1947 w Rymanowie) – polski autor książek, historyk-regionalista, dziennikarz telewizyjny, prasowy i radiowy, animator kultury.

## Życiorys
Absolwent Liceum Ogólnokształcącego w Rymanowie z 1965 (w jego klasie był także Franciszek Oberc). Z wykształcenia historyk i animator kultury. Absolwent Wyższej Szkoły Pedagogicznej w Rzeszowie oraz Uniwersytetu Jagiellońskiego w Krakowie. Blisko ćwierć wieku był dziennikarzem, najpierw prasowym, a potem także telewizyjnym. W latach 1991–1993 był redaktorem naczelnym dziennika obywatelskiego A-Z. W swojej aktywności zawodowej ma działalność w zakresie animacji kulturalnej, także jako animator teatralny z własnym zespołem, oraz dyrektor Bieszczadzkiego Domu Kultury w Lesku. Nauczyciel historii i religioznawstwa, wychowawca młodzieży.
Zadebiutował w 1973 w „Życiu literackim”. Jest autorem trzydziestu dwu książek, ale jego teksty znalazły się również w wydawnictwach zbiorowych, albumach i tomikach poezji. W swoich książkach preferuje przede wszystkim tematykę bieszczadzką, bowiem w Bieszczadach mieszkał siedemnaście lat. Zajmuje się także historią regionalną społeczności żydowskiej i ruskich grup etnicznych zamieszkujących Podkarpacie. Jego materiały dziennikarskie pojawiały się w prasie regionalnej i ogólnopolskiej oraz realizował materiały filmowe dla telewizji publicznej, w której ukazało się ponad 650 jego filmów, reportaży i felietonów.
Miał syna Rafała, dziennikarza Polskiego Radia Rzeszów (zm. 2018).

## Nagrody
Andrzej Potocki jest m.in.: laureatem nagrody „Dziennikarz Roku 1990”, laureatem I i dwóch II nagród za reportaże na I (1996 r.), III (2000) i VI (2001) Przeglądzie i Konkursie Dziennikarskim Oddziałów Terenowych TVP. Jego filmy zostały wyróżnione na międzynarodowych festiwalach: VI Międzynarodowym Festiwalu Telewizyjnym i Radiowym dla Mniejszości Narodowych „Mój rodzinny kraj”, Użgorod 2004 – (Ukraina) za film „Przepadła moja Łemkowyna” oraz w 2005 r. na XI Międzynarodowym Festiwalu Filmów Przyrodniczych im. Włodzimierza Puchalskiego w Łodzi za film „...i żeby wilk był syty i owca cała”. Jest także laureatem nagrody głównej im. Franciszka Kotuli w 2000 r. za publikacje dotyczące Bieszczadów i nagrody Marszałka Województwa Podkarpackiego w 2006 r. za całokształt twórczości oraz nagrody Zarządu Województwa Podkarpackiego za szczególne osiągnięcia w dziedzinie kultury w 2010 r. Wspólną decyzją Ambasady Izraela w Warszawie, Ministerstwa Kultury i Dziedzictwa Narodowego RP, Funduszu Michaela Traisona dla Polski, Żydowskiego Instytutu Historycznego oraz Fundacji Ochrony Dziedzictwa Żydowskiego został laureatem dyplomu honorowego „Chroniąc Pamięć”, nadawanego Polakom zaangażowanym w zachowanie dziedzictwa polskich Żydów i dialog polsko-żydowski. Ponadto w 2012 r. Minister Kultury i Dziedzictwa Narodowego doceniając niepodważalny wkład w upowszechnienie historii, etnografii, dziedzictwa kulturowego oraz aktywności kulturalnej mieszkańców województwa podkarpackiego nadał mu odznakę honorową „Zasłużony dla Kultury Polskiej”. W 2020 r. otrzymał nagrodę Marszałka Województwa Podkarpackiego „Artystyczny Znak Podkarpacia” za książkę pt. „Po tak wielu zostało tak niewiele. Żydzi w Podkarpackiem”.

## Publikacje
- „Księga legend i opowieści bieszczadzkich”, Kraków 1990, Rzeszów 1995, Lesko 1998, 2000, 2002, 2003, Rzeszów 2006, 2008, 2009, 2014, 2018, 2020, 2022, 2023
- „Madonny Bieszczadzkie” Lesko 1990, Rzeszów 1992, Rzeszów 1997, Lesko 2001, Warszawa Rzeszów 2008, Rzeszów 2017
- „Majster Bieda, czyli zakapiorskie Bieszczady”, Rzeszów 2004, Rzeszów 2005, 2008, 2010, 2011, 2014, 2015, 2016, 2017, 2019, 2021, 2022, 2023
- „Bieszczadzkie Sanktuarium Maryjne w Jasieniu”, Warszawa 1990
- „Bieszczadzkimi śladami Karola Wojtyły”, Brzozów 1992
- „Dusiołki co one są w Bieszczadach” Lesko 1990, Rzeszów 1992, 2008, 2021
- „Galicyjskie fajki gliniane” Rzeszów 1993
- „Listy o miłości” Rzeszów 1993, Warszawa 2011
- „Podkarpackie judaika” Brzozów 1993
- „Od źródeł Sanu do Otrytu” Brzozów 1993
- „Żydzi rymanowscy” Krosno 2000, 2018
- „Bieszczadzkie losy. Bojkowie i Żydzi bieszczadzcy” Krosno 2000
- „Wokół bieszczadzkich zalewów” Krosno 2001
- „Między Otrytem i Żukowem” Krosno 2002
- „Księga legend i opowieści beskidzkich” Lesko 2003
- „W dolinie górnego Wisłoka i od Rymanowa do Jaślisk” Krosno 2003, Krosno 2013
- „Żydzi w Podkarpackiem” Rzeszów 2004, „Po tak wielu zostało tak niewiele. Żydzi w Podkarpackiem” 2019
- „Poradnik filmowca amatora” Rzeszów 2004
- „Bieszczadzkimi i beskidzkimi śladami Karola Wojtyły” Rzeszów 2005, 2011
- „Księga legend karpackich” Rzeszów 2005, 2010, 2012, 2016
- „Legendy łemkowskiego Beskidu” Rzeszów 2007, 2009, 2017, 2022
- „Bieszczadzkie judaica” Rzeszów 2007, 2017
- „Śladami chasydzkich cadyków w Podkarpackiem” Rzeszów 2008
- „Przystanek Bieszczady” Rzeszów 2008, 2011, 2013, 2016, 2019, 2021, 2023
- „Kapliczka pamięci” Rzeszów 2009
- „Słownik biograficzny Żydów z Podkarpackiego” Rzeszów 2010
- „Legendy i opowieści ziemi dydyńskiej” Rzeszów 2010
- „Zaginiony świat bieszczadzkiego kresu” Rzeszów 2013, 2014, 2015, 2017, 2018, 2020, 2021
- „Dzikie pola socjalizmu, czyli kowbojskie Bieszczady” Rzeszów 2015, 2018
- „Legendy bieszczadzkie dla dzieci” Rzeszów 2017, 2019, 2020, 2023
- „Wielka Księga Bieszczadu dla dzieci” Rzeszów 2019, 2020, 2022
- „Opowieści o dawnym Rzeszowie dla dzieci” Rzeszów 2019
- „Przygody bieszczadnika Bumcyka” Rzeszów 2021, 2022, 2023
- "Artystyczne Bieszczady czyli kraina sztuk wielu" Rzeszów 2023
- "Czytanka o Biesonogim i Czadorękim z połonin" Rzeszów 2023

Teksty w publikacjach zbiorowych:
- „Z Karolem Wojtyłą wędrowanie po Polsce” Warszawa 2002
- „Jak robi się film górski” Lądek Zdrój 2002
- „Tradycja i historia regionów we współczesnej literaturze polskiej i słowackiej” Krosno 2005
- „Rymanów Zdrój dawniej i dziś” Krosno 2006
- „Bieszczadzkie przypadki Jędrka Wasielewskiego Połoniny” Rzeszów 2007, 2013
- „Natchnieni Bieszczadem” – antologia poezji Rzeszów 2008
- „Erotyki” – antologia poezji, Warszawa Rzeszów 2008
- „Dla matki” – antologia poezji, Warszawa Rzeszów 2008
- “Literatura ponad granicami” Krosno 2008
- “Przez Boga pisany los” – antologia poezji Warszawa 2012
- „Kosowy historia i współczesność” 2016
- „Dogonić „Przepióreczkę”, czyli muzyczne Niebocko 2016
- „We dnie, w nocy – Antologia” Miejsce Piastowe 2017

Teksty w albumach:
- „Bieszczady” Olsztyn 1999
- „Lesko” Lesko 2001
- „Powiat liski na starej pocztówce” Krosno 2002
- „Iwonicz sprzed lat” Rzeszów 2005
- „Zaginione Bieszczady” Krosno 2005, 2006, 2008, 2014
- „Beskid Niski” Rzeszów 2005
- „Solina” Rzeszów 2005
- „Zrodzone z bieszczadzkiego drewna – rzecz o Zdzisławie Pękalskim” Rzeszów 2005, 2007, 2008
- „Podkarpacie’ Rzeszów 2006
- „Bieszczady z nieba” Krosno 2009
- „Bieszczady góry magiczne” Rzeszów 2015, 2020
- „Łemkowszczyzna” Rzeszów 2019
- A. Andrejkow „Cichy Memoriał” Rzeszów 2021

Wstępy w tomikach poezji:
- Andrzej Ciach „Szurnięte anioły” 2009
- Ryszard Szociński, Słowa z widokiem na Bieszczad” 2012
- Jola Jarecka „Zawieszenie” 2012
- Zdzisław Pękalski, „Kiedy spoczywają pędzle” Rzeszów 2012
- Ryszard Szociński, „Jestem” 2013
- Jan Szelc „Myczkowy Dział” 2017

Teksty w innych publikacjach:
- Władysław Pulnarowicz, „Rycerstwo polskie Podkarpacia”, Rzeszów 2018

Łącznie (ze wznowieniami) ukazało się 140 publikacji w nakładzie 248 500.
Do druku przygotowane są:
- „Dzieje parafii katolickiej i kościołów w Rymanowie”
- „Monografia herbowych rodów Potockich”